# Bellflower (Californië)
Bellflower is een plaats (city) in de Amerikaanse staat Californië, en valt bestuurlijk gezien onder Los Angeles County.

## Demografie
Bij de volkstelling in 2000 werd het aantal inwoners vastgesteld op 72.878.
In 2006 is het aantal inwoners door het United States Census Bureau geschat op 74.351, een stijging van 1473 (2.0%).

## Geografie
Volgens het United States Census Bureau beslaat de plaats een oppervlakte van
15,9 km², waarvan 15,7 km² land en 0,2 km² water.

## Plaatsen in de nabije omgeving
De onderstaande figuur toont nabijgelegen plaatsen in een straal van 8 km rond Bellflower.

## Geboren
- Jason Lezak (12 november 1975), zwemmer
- Kimberly McCullough (5 maart 1978), actrice
- Angela Williams (30 januari 1980), sprintster